# 역포인
역포인(力浦人)은 한반도에 살던 호모 하이델베르겐시스에 속하는 화석인류로 1977년 평양시 역포구역(力浦區域) 대현동(大峴洞)에서 6~8세 된 소녀의 화석이 발견되어 알려졌다.
1977년 평양시 역포구역 대현동에서 6∼8세된 고인(古人)단계의 두개골 화석이 발견되었는데, 발견된 것은 해골 두뇌 부분의 파편과 이마 부분 파편이었다. 역포인은 네안데르탈인과 비슷하나 눈썹뼈의 미간·눈두덩·눈구멍 바깥삼각부가 구분되지 않고 하나로 뭉쳐 둑처럼 생긴 불룩이를 가지고 있다. 그러나 이 화석이 성인 개체의 뼈가 아니라 6~8세 소녀의 뼈라는 점도 감안되어야 한다.
역포인의 원시적 특징은 이마가 뒤로 쳐져 있고 눈썹뼈가 튀어나왔으며 콧마루가 넓고 윗머리뼈가 편평하다. 안와상융기의 발달 정도를 나타내는 눈썹 사이의 지수는 22.6으로 추산하고 있다. 역포인은 발견 초기 한국의 네안데르탈인이라 판단했으나 후에 초기 호모 사피엔스로 분류되었다가 이 종이 호모 하이델베르겐시스로 분류됨에 따라 호모 하이델베르겐시스의 한국판 인종으로 보고 있다.